# Brooke Brodack
Brooke "Brookers" Brodack (född 7 april 1986) är en amerikansk youtubare. Efter åtta månader på Youtube var hon en av de mest populära värdarna på Youtube och hade omkring  200 miljoner sidvisningar per dag. Dessutom rankades hon som nummer 18 i världsomspännande internettrafik. Brodack är bosatt i Massachusetts, USA.